# 磯部晃人
磯部 晃人（いそべ あきと、1960年 - ）は新潟県出身のフジテレビプロデューサー、柔道評論家。
新潟県立新潟高等学校を経て青山学院大学文学部史学科卒。
フジテレビではスポーツ局でK-1を企画し初代番組担当となる。事業局へ異動後、K-1やPRIDEの事業プロデューサーを務める。2007年世界柔道選手権大会ではフジテレビの公式サイトでの連載コラム「柔説」を担当した。現在はスポーツ局デスク。
『ゴング格闘技』Fight Squareの柔道コラムは、「教えて！教授」（松原隆一郎）、「木村政彦はなぜ力道山を殺さなかったのか」（増田俊也）とともに、同誌の柔道看板連載のひとつとなっている。